# Bedelaars en kreupelen (gravure)
Bedelaars en kreupelen is een gravure naar een tekening van een navolger van de Zuid-Nederlandse schilder Jheronimus Bosch.

## Voorstelling
De voorstelling bestaat uit 31 bedelaars van wie de meesten in meer of mindere mate verminkt zijn. De gravure is ontleend aan de tekening Bedelaars en kreupelen in de Albertina in Wenen. Een aantal figuren is in haast onmogelijke standen weergegeven, bijvoorbeeld de kruipende man rechtsonder. Hiermee wordt waarschijnlijk gezinspeeld op de vele verzonnen verminkingen waar men zoveel mogelijk voordeel mee probeerde te krijgen. Deze prent bevat een onderschrift dat deze boodschap ondersteunt:

Al dat op den blauwen trughelsack, gheerne leeft / Gaet meest al Cruepele, op beijde sijden, // Daerom den Cruepelen Bisschop, veel dienaers heeft, / Die om een vette proue, den rechten ghanck mijden

(Iedereen die graag van bedrog leeft heeft vaak twee kreupele benen. Daarom heeft de Kreupele Bisschop veel dienaren, die voor een vette buit, niet op het rechte pad blijven)

## Toeschrijving
Volgens de kunsthistoricus Ary Delen is de prent gegraveerd door Pieter van der Heyden. De prent is nauw verwant met de tekening in de Albertina. Behalve enkele onbegrepen details (bijvoorbeeld het bedelaarsteken op de mantel van eerste figuur van de tweede rij van boven, dat door de graveur in een wereldbol met kruis is veranderd), is de ordening van de afzonderlijke figuren gewijzigd. De prent draagt linksonder het opschrift ‘Jer. Bosche Jnuent.’ (bedenker Jheronimus Bosch). Volgens Max Friedländer, echter, is de prent, net als de gravure De grote vissen eten de kleine niet door Bosch ontworpen, maar door Pieter Bruegel de Oude.

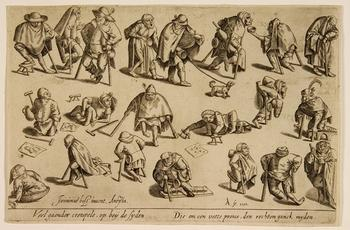
Monogrammist A. Blad met kreupele figuren. 1599. 's-Hertogenbosch, Noordbrabants Museum.

De prent draagt verder rechtsonder het opschrift ‘Aux Quatre Vents’, de naam van de uitgeverij van Hieronymus Cock. Deze uitgeverij bracht een tweede prent uit die qua vorm aansluit bij de prent met de bedelaars met als bijschrift:

Dese Ieronimus bosch drollen, lang gheprophiteert / Siet, hoe elck sijnen strijt hier den sin, gheeft // Soo ongheschickt, nu oock tweerelts strijt verabuijseert, / alsoo dat elck vat, gheeft wt, sulcks hij in, heeft.

Daarnaast bestaat er een prent uit 1599, gegraveerd door Monogrammist A of AI (volgens Georg Kaspar Nagler Abraham Hogenberg) in spiegelbeeld met een kleine bloemlezing, van bedelaars en kreupelen, die duidelijk ontleend is aan de prent uit het atelier van Cock.